# RNA vakcína

Ilustrace mechanismu působení RNA vakcíny.

RNA vakcína nebo mRNA vakcína je genový typ vakcíny. Obsahuje molekulu mRNA (messenger RNA), která nese informaci pro výstavbu bílkoviny (proteinu) patogenního organismu (virus, bakterie), případně může jít o mRNA proteinu nádorové buňky (protinádorové vakcíny).
RNA vakcína se nejprve aplikuje do určité části těla (např. do svalu). Následně se mRNA musí dostat do buněk, proto vakcína obsahuje pomocné složky, které umožní její vstup do buňky. K tomuto účelu slouží např. lipidové nanočástice. Uvnitř buňky dojde k tvorbě požadovaného proteinu (např. koronavirový protein S) podle informace obsažené v mRNA. Je to přirozený proces, pomocí kterého si buňka vytváří i vlastní bílkoviny (proteosyntéza). Aby došlo k imunitní odpovědi, je nutné, aby se cizorodý protein dostal na povrch buněk. Nedostává se tam celý, ale rozštěpený na menší části, které se navážou na molekuly MHC a „vystaví“ na povrchu buňky. Tam jsou již rozpoznatelné buňkami imunitního systému. Výsledkem imunitní odpovědi na cizorodý protein je mimo jiné tvorba protilátek a paměťových lymfocytů.
RNA je poměrně nestabilní molekula, která podléhá rychlému rozpadu. RNA vakcíny obsahují pomocné látky, které zvyšují stabilitu mRNA jak při skladování a transportu, tak i po aplikaci do lidského těla. Jsou to například lipidy, které chrání RNA před působením RNáz a zajišťují transport RNA do buněk. RNA je nabitá záporně a lipidy kladně. Dále vakcíny obsahují rozpuštěné soli, které upravují pH a také chrání RNA před rozpadem.
Jako injekční aplikace je vhodnější nitrosvalová aplikace než například intradermální, protože lze aplikovat větší dávku s menšími lokálními komplikacemi.

## Historie
Demonstrace in vitro s mRNA vakcínou byla na zvířatech prvně provedena v roce 1990, a její použití pro imunizaci krátce poté. Hlavní technické bariéry pro využití mRNA řešila na konci 90. letech 20. století americko-maďarská biochemička Katalin Karikóová. Karikóová spolupracovala s americkým imunologem Drew Weissmanem a společně v roce 2005 publikovali průlomovou práci, která vyřešila jednu z technických překážek pomocí nukleosidových analogů, aby se mRNA dostala do buněk bez bouřlivé reakce imunitního systému organismu. V roce 2023 pak oba získali Nobelovu cenu za fyziologii a lékařství. Harvardský biolog Derrick Rossi (později přešel na Stanfordovu univerzitu), zabývající se kmenovými buňkami, si jejich práci přečetl, označil ji za přelomovou a v roce 2010 založil společně s Robertem Langerem biotechnologickou firmu Moderna zaměřenou na mRNA, protože oba v technologii viděli budoucnost vývoje vakcín. Jak firma Moderna, tak i firma BioNTech si licencovaly práci Karikóové a Weissmana.
V roce 2000 německý biolog Ingmar Hoerr publikoval článek o efektivitě vakcín založených na RNA, které studoval v rámci svého doktorského studia. Po jeho dokončení založil společnost CureVac. Jeho společníky se stali jeho školitel Günther Jung, Steve Pascolo, Florian von der Muelbe a Hans-Georg Rammensee.

## Vývoj vakcín
Přestože léčba či vakcinace pomocí mRNA je známa již pár let (firma BioNTech založena v roce 2008, firma Moderna v roce 2012), nebyla do roku 2020 nikdy oficiálně schválena a byla používána pouze v rámci výzkumu. Kvůli vysokým vstupním nákladům však velké farmaceutické firmy postupně od této technologie upouštěly.
Příležitostí pro vstup na trh byla pandemie covidu-19 a vytvoření vakcín proti covidu-19, mezi které patří:
- tozinameran (obchodní název Comirnaty) –⁠ Pfizer (New York), BioNTech (Mohuč)
  - první mRNA vakcína na světě dočasně schválená pro použití (2. prosince 2020 ve Velké Británii)[14]
  - v USA nouzově schválena 11. prosince 2020, plně schválena 23. srpna 2021 ovšem s požadavkem doplnit v příštích letech všechny dosud neprovedené dlouhodobé studie[15]
  - Evropská agentura pro léčivé přípravky (EMA) udělila 21. prosince 2020 podmínečnou registraci[16]
- mRNA-1273 –⁠ Moderna (Cambridge, Massachusetts)
  - v USA nouzově schválena 18. prosince 2020[17]
  - v Evropské unii byla schválena podmínečná registrace 6. ledna 2021[18]
- CVnCoV –⁠ CureVac (Tübingen)